# Melitulias glandulata
Melitulias glandulata là một loài bướm đêm trong họ Geometridae.